# Discographie de Taylor Swift
Cette page détaille la discographie officielle de Taylor Swift, auteure-compositrice-interprète américaine de country pop.
Elle a produit avec le label Big Machine Records six albums studio, une compilation, cinq EP, 61 singles et 55 vidéos. Après plus de treize ans avec ce label, elle décide de changer de maison de disques et signe chez Republic Records.
Elle vend plus de 170 millions de disques à travers le monde depuis ses débuts en 2006 et figure à ce jour comme la deuxième chanteuse à être la plus certifiée aux États-Unis, avec plus de 51 millions d'albums et plus de 137 millions de singles. Elle se classe ainsi derrière Rihanna qui, elle, comptabilise près de 280 millions de disques certifiés.
Dans les classements américains, entre ses débuts et 2024, quatorze de ses albums arrivent en tête du Billboard 200 et douze de ses singles se classent en première position au Billboard Hot 100.
Au Royaume-Uni, pour la période 2014 (début de la prise en compte du streaming pour les charts) - 2024, elle classe cinq de ses albums dans le classement des cent meilleures ventes, dont un dans les dix plus grosses ventes : 1989, à la 6e place, Midnights à la 46e, Reputation à la 49e, Lover à la 62e et Folklore à la 71e. En ce qui concerne les titres, elle ne classe en revanche qu'une seule chanson parmi les cent meilleures ventes, Shake it Off, à la 37e place. La chanson a dépassé le million d'équivalents ventes.

## Albums

### Albums studio
| Album                                                               | Classements | Classements | Classements | Classements | Classements | Classements | Classements | Classements | Classements | Classements | Classements | Classements | Classements | Classements | Classements | Classements | Certifications                                                           | Ventes mondiales |
| Album                                                               | É-U         | CAN         | R-U         | IRL         | FRA         | ESP         | ITA         | SUI         | BE/W        | BE/F        | P-B         | ALL         | AUT         | SUE         | AUS         | N-Z         | Certifications                                                           | Ventes mondiales |
| ------------------------------------------------------------------- | ----------- | ----------- | ----------- | ----------- | ----------- | ----------- | ----------- | ----------- | ----------- | ----------- | ----------- | ----------- | ----------- | ----------- | ----------- | ----------- | ------------------------------------------------------------------------ | ---------------- |
| Taylor Swift - Label : Big Machine                                  | 5           | 14          | 81          | 59          | -           | -           | -           | -           | -           | -           | -           | -           | -           | -           | 33          | 38          | : 7x Platine : Platine : Or : 2x Platine                                 | 6 700 000        |
| Fearless - Label : Big Machine                                      | 1           | 1           | 5           | 7           | 26          | 28          | -           | 3           | 68          | 52          | 43          | 2           | 2           | 12          | 2           | 1           | : Diamant : 4x Platine : 2x Platine : Or : 2x Platine                    | 10 000 000       |
| Speak Now - Label : Big Machine                                     | 1           | 1           | 6           | 6           | 39          | 10          | 18          | 1           | 45          | 18          | 17          | 2           | 1           | 18          | 1           | 1           | : 6x Platine : 3x Platine : Platine : Or : 2x Platine                    | 6 500 000        |
| Red - Label : Big Machine                                           | 1           | 1           | 1           | 1           | 30          | 4           | 3           | 7           | 25          | 2           | 7           | 5           | 3           | 8           | 1           | 1           | : 7x Platine : 4x Platine : 2x Platine : Or : Or : 5x Platine            | 7 500 000        |
| 1989 - Label : Big Machine                                          | 1           | 1           | 1           | 1           | 9           | 4           | 5           | 1           | 7           | 1           | 1           | 4           | 4           | 17          | 1           | 1           | : 9x Platine : 6x Platine : 5x Platine : Platine : Platine : 10x Platine | 10 700 000       |
| Reputation - Label : Big Machine                                    | 1           | 1           | 1           | 1           | 16          | 3           | 3           | 1           | 9           | 1           | 1           | 2           | 1           | 2           | 1           | 1           | : 3x Platine : 2x Platine : Platine : Or : 4x Platine                    | 3 700 000        |
| Lover - Label : Republic                                            | 1           | 1           | 1           | 1           | 5           | 1           | 2           | 2           | 4           | 1           | 1           | 2           | 2           | 1           | 1           | 1           | : 3x Platine : Platine : Platine : Or : 3x Platine                       | 2 500 000        |
| Folklore - Label : Republic                                         | 1           | 1           | 1           | 1           | 12          | 2           | 8           | 1           | 3           | 1           | 2           | 5           | 2           | 3           | 1           | 1           | : 2x Platine : Platine : Platine : 2x Platine                            | 3 000 000        |
| Evermore - Label : Republic                                         | 1           | 1           | 1           | 2           | 68          | 11          | 26          | 4           | 20          | 1           | 3           | 5           | 2           | 3           | 1           | 1           | : Platine : Or : Or : Platine : Platine                                  | 1 700 000        |
| Midnights - Label : Republic                                        | 1           | 1           | 1           | 1           | 1           | 1           | 1           | 1           | 1           | 1           | 1           | 1           | 1           | 1           | 1           | 1           | : 2x Platine : 2x Platine : 2x Platine : Platine : Or : 2x Platine       | 6 000 000        |
| The Tortured Poets Department - Label : Republic                    | 1           | 1           | 1           | 1           | 1           | 1           | 1           | 1           | 1           | 1           | 1           | 1           | 1           | 1           | 1           | 1           | : Platine : Platine : Or                                                 | 5 600 000        |
| The Life of a Showgirl - Sortie : 3 octobre 2025 - Label : Republic | TBD         | TBD         | TBD         | TBD         | TBD         | TBD         | TBD         | TBD         | TBD         | TBD         | TBD         | TBD         | TBD         | TBD         | TBD         | TBD         |                                                                          |                  |

### 5Albums ré-enregistrés
| Album                                           | Classements | Classements | Classements | Classements | Classements | Classements | Classements | Classements | Classements | Classements | Classements | Classements | Classements | Classements | Classements | Classements | Certifications         | Ventes mondiales |
| Album                                           | É-U         | CAN         | R-U         | IRL         | FRA         | ESP         | ITA         | SUI         | BE/W        | BE/F        | P-B         | ALL         | AUT         | SUE         | AUS         | N-Z         | Certifications         | Ventes mondiales |
| ----------------------------------------------- | ----------- | ----------- | ----------- | ----------- | ----------- | ----------- | ----------- | ----------- | ----------- | ----------- | ----------- | ----------- | ----------- | ----------- | ----------- | ----------- | ---------------------- | ---------------- |
| Fearless (Taylor's Version) - Label : Republic  | 1           | 1           | 1           | 1           | 26          | 3           | 12          | -           | 8           | 3           | 2           | -           | -           | 17          | 1           | 1           | : Or : Or : 2x Platine |                  |
| Red (Taylor's Version) - Label : Republic       | 1           | 1           | 1           | 1           | 10          | 3           | 8           | -           | 5           | 3           | 3           | 60          | -           | 8           | 1           | 1           | : Or : Or : 2x Platine |                  |
| Speak Now (Taylor's Version) - Label : Republic | 1           | 1           | 1           | 1           | 2           | 1           | 4           | -           | 2           | 1           | 1           | 35          | -           | 1           | 1           | 1           | : Or : Or              |                  |
| 1989 (Taylor's Version) - Label : Republic      | 1           | 1           | 1           | 1           | 1           | 1           | 1           | -           | 1           | 1           | 1           | 1           | -           | 1           | 1           | 1           | : Platine              |                  |

### Albums Live
| Album                                                       | Classements | Classements | Classements | Classements | Classements | Classements | Classements | Classements | Classements | Classements | Classements | Classements | Classements | Classements | Classements | Classements | Certifications | Ventes mondiales |
| Album                                                       | É-U         | CAN         | R-U         | IRL         | FRA         | ESP         | ITA         | SUI         | BE/W        | BE/F        | P-B         | ALL         | AUT         | SUE         | AUS         | N-Z         | Certifications | Ventes mondiales |
| ----------------------------------------------------------- | ----------- | ----------- | ----------- | ----------- | ----------- | ----------- | ----------- | ----------- | ----------- | ----------- | ----------- | ----------- | ----------- | ----------- | ----------- | ----------- | -------------- | ---------------- |
| Speak Now World Tour – Live - Label : Big Machine           | 11          | 25          | -           | -           | -           | 91          | -           | -           | -           | -           | -           | -           | -           | -           | 16          | -           |                |                  |
| Live from Clear Channel Stripped 2008 - Label : Big Machine | -           | -           | -           | -           | -           | -           | -           | -           | -           | -           | -           | -           | -           | -           | -           | -           |                |                  |
| Folklore: The Long Pond Studio Sessions - Label : Republic  | 3           | -           | 4           | 6           | -           | -           | -           | -           | -           | 126         | 3           | -           | -           | -           | 24          | 24          |                |                  |
| Lover (Live from Paris) - Label : Republic                  | 58          | -           | 90          | -           | -           | -           | -           | -           | -           | -           | -           | -           | -           | -           | -           | -           |                |                  |

### Compilation
| Album                                                  | Classements | Classements | Classements | Classements | Classements | Classements | Classements | Classements | Classements | Classements | Classements | Classements | Classements | Classements | Classements | Classements | Certifications | Ventes mondiales |
| Album                                                  | É-U         | CAN         | R-U         | IRL         | FRA         | ESP         | ITA         | SUI         | BE/W        | BE/F        | P-B         | ALL         | AUT         | SUE         | AUS         | N-Z         | Certifications | Ventes mondiales |
| ------------------------------------------------------ | ----------- | ----------- | ----------- | ----------- | ----------- | ----------- | ----------- | ----------- | ----------- | ----------- | ----------- | ----------- | ----------- | ----------- | ----------- | ----------- | -------------- | ---------------- |
| Reputation Stadium Tour Surprise - Label : Big Machine | -           | -           | -           | -           | -           | -           | -           | -           | -           | -           | -           | -           | -           | -           | -           | -           |                |                  |

### EP
| Album                                       | Classements | Classements | Classements | Classements | Classements | Classements | Classements | Classements | Classements | Classements | Classements | Classements | Classements | Classements | Classements | Classements | Certifications | Ventes mondiales |
| Album                                       | É-U         | CAN         | R-U         | IRL         | FRA         | ESP         | ITA         | SUI         | BE/W        | BE/F        | P-B         | ALL         | AUT         | SUE         | AUS         | N-Z         | Certifications | Ventes mondiales |
| ------------------------------------------- | ----------- | ----------- | ----------- | ----------- | ----------- | ----------- | ----------- | ----------- | ----------- | ----------- | ----------- | ----------- | ----------- | ----------- | ----------- | ----------- | -------------- | ---------------- |
| Napster Live - Label : Big Machine          | -           | -           | -           | -           | -           | -           | -           | -           | -           | -           | -           | -           | -           | -           | -           | -           |                |                  |
| Holiday Collection - Label : Big Machine    | 20          | -           | -           | -           | -           | -           | -           | -           | -           | -           | -           | -           | -           | -           | -           | -           | : Platine      | 1 400 000        |
| Rhapsody Originals - Label : Big Machine    | -           | -           | -           | -           | -           | -           | -           | -           | -           | -           | -           | -           | -           | -           | -           | -           |                |                  |
| iTunes Live from SoHo - Label : Big Machine | -           | -           | -           | -           | -           | -           | -           | -           | -           | -           | -           | -           | -           | -           | -           | -           |                |                  |
| Beautiful Eyes - Label : Big Machine        | 9           | -           | -           | -           | -           | -           | -           | -           | -           | -           | -           | -           | -           | -           | -           | -           |                |                  |
| Spotify Singles - Label : Big Machine       | -           | -           | -           | -           | -           | -           | -           | -           | -           | -           | -           | -           | -           | -           | -           | -           |                |                  |

## Singles

### Singles

#### Années 2000
| Année | Single                                        | Classements | Classements | Classements | Classements | Classements | Classements | Classements | Classements | Classements | Classements | Classements | Classements | Classements | Classements | Classements | Classements | Album                    |
| Année | Single                                        | É-U         | CAN         | R-U         | IRL         | FRA         | ESP         | ITA         | SUI         | BE/W        | BE/F        | P-B         | ALL         | AUT         | SUE         | AUS         | N-Z         | Album                    |
| ----- | --------------------------------------------- | ----------- | ----------- | ----------- | ----------- | ----------- | ----------- | ----------- | ----------- | ----------- | ----------- | ----------- | ----------- | ----------- | ----------- | ----------- | ----------- | ------------------------ |
| 2006  | Tim McGraw                                    | 40          | -           | -           | -           | -           | -           | -           | -           | -           | -           | -           | -           | -           | -           | -           | -           | Taylor Swift             |
| 2007  | Teardrops on My Guitar                        | 13          | 45          | 51          | -           | -           | -           | -           | -           | -           | -           | -           | -           | -           | -           | -           | -           | Taylor Swift             |
| 2007  | Our Song                                      | 16          | 30          | -           | -           | -           | -           | -           | -           | -           | -           | -           | -           | -           | -           | -           | -           | Taylor Swift             |
| 2008  | Picture to Burn                               | 28          | 48          | -           | -           | -           | -           | -           | -           | -           | -           | -           | -           | -           | -           | -           | -           | Taylor Swift             |
| 2008  | Should've Said No                             | 33          | 67          | -           | -           | -           | -           | -           | -           | -           | -           | -           | -           | -           | -           | -           | 18          | Taylor Swift             |
| 2008  | Change                                        | 10          | -           | -           | -           | -           | -           | -           | -           | -           | -           | -           | -           | -           | -           | -           | -           | AT&T Team USA Soundtrack |
| 2008  | Love Story                                    | 4           | 4           | 2           | 3           | 14          | 47          | -           | 50          | 39          | -           | 13          | 22          | 30          | 10          | 1           | 3           | Fearless                 |
| 2008  | White Horse                                   | 13          | 43          | 60          | -           | -           | -           | -           | -           | -           | -           | -           | -           | -           | -           | 41          | -           | Fearless                 |
| 2009  | You Belong with Me                            | 2           | 3           | 30          | 12          | -           | -           | -           | 58          | -           | -           | 68          | -           | -           | 47          | 5           | 5           | Fearless                 |
| 2009  | Fifteen                                       | 23          | 19          | -           | -           | -           | -           | -           | -           | -           | -           | -           | -           | -           | -           | 48          | -           | Fearless                 |
| 2009  | Two Is Better Than One (avec Boys Like Girls) | 18          | 19          | -           | -           | -           | -           | -           | -           | -           | -           | -           | -           | -           | -           | -           | -           | Love Drunk               |

#### Années 2010
| Année | Single                                       | Classements | Classements | Classements | Classements | Classements | Classements | Classements | Classements | Classements | Classements | Classements | Classements | Classements | Classements | Classements | Classements | Album                          |
| Année | Single                                       | É-U         | CAN         | R-U         | IRL         | FRA         | ESP         | ITA         | SUI         | BE/W        | BE/F        | P-B         | ALL         | AUT         | SUE         | AUS         | N-Z         | Album                          |
| ----- | -------------------------------------------- | ----------- | ----------- | ----------- | ----------- | ----------- | ----------- | ----------- | ----------- | ----------- | ----------- | ----------- | ----------- | ----------- | ----------- | ----------- | ----------- | ------------------------------ |
| 2010  | Fearless                                     | 9           | 46          | -           | -           | -           | 32          | -           | -           | -           | -           | -           | -           | -           | -           | 54          | -           | Fearless                       |
| 2010  | Today Was a Fairytale                        | 2           | 1           | 57          | 41          | -           | -           | -           | -           | -           | -           | -           | -           | -           | -           | 3           | 29          | Valentine's Day                |
| 2010  | Half of My Heart (avec John Mayer)           | 25          | 53          | -           | -           | -           | -           | -           | -           | -           | -           | 40          | -           | -           | -           | 71          | -           | Battle Studies                 |
| 2010  | Mine                                         | 3           | 7           | 30          | 9           | -           | -           | -           | 46          | -           | 48          | -           | 57          | -           | 48          | 9           | 11          | Speak Now                      |
| 2010  | Back to December                             | 6           | 7           | -           | -           | -           | -           | -           | -           | -           | -           | -           | -           | -           | -           | 11          | 10          | Speak Now                      |
| 2011  | Mean                                         | 11          | 10          | -           | -           | -           | -           | -           | -           | -           | -           | -           | -           | -           | -           | 30          | 28          | Speak Now                      |
| 2011  | The Story of Us                              | 41          | 44          | -           | -           | -           | -           | -           | -           | -           | -           | -           | -           | -           | -           | 32          | 32          | Speak Now                      |
| 2011  | Sparks Fly                                   | 17          | 25          | -           | -           | -           | -           | -           | -           | -           | -           | -           | -           | -           | -           | 17          | 20          | Speak Now                      |
| 2011  | Ours                                         | 13          | 65          | -           | -           | -           | -           | -           | -           | -           | -           | -           | -           | -           | -           | 91          | -           | Speak Now                      |
| 2011  | Safe & Sound (avec The Civil Wars)           | 30          | 31          | 67          | 51          | -           | -           | -           | -           | -           | -           | -           | -           | -           | -           | 38          | 11          | The Hunger Games               |
| 2012  | Eyes Open                                    | 19          | 17          | 70          | 65          | -           | -           | -           | -           | -           | -           | -           | -           | -           | -           | 47          | 6           | The Hunger Games               |
| 2012  | Both of Us (avec B.o.B)                      | 18          | 23          | 22          | 26          | -           | -           | -           | -           | -           | -           | -           | -           | -           | -           | 5           | 10          | Strange Clouds                 |
| 2012  | We Are Never Ever Getting Back Together      | 1           | 1           | 4           | 4           | 18          | 9           | -           | 21          | 30          | 26          | 24          | 21          | 22          | 16          | 3           | 1           | Red                            |
| 2012  | Ronan                                        | 16          | 88          | -           | -           | -           | -           | -           | -           | -           | -           | -           | -           | -           | -           | -           | -           |                                |
| 2012  | Begin Again                                  | 7           | 4           | 30          | 25          | -           | 35          | -           | -           | -           | -           | -           | -           | -           | -           | 20          | 11          | Red                            |
| 2012  | I Knew You Were Trouble                      | 2           | 2           | 2           | 4           | 14          | 17          | -           | 8           | 32          | 10          | 27          | 9           | 6           | 37          | 3           | 3           | Red                            |
| 2013  | 22                                           | 20          | 20          | 9           | 12          | 155         | -           | -           | -           | -           | -           | -           | -           | -           | -           | 21          | 23          | Red                            |
| 2013  | Highway Don't Care                           | 22          | 21          | -           | -           | -           | -           | -           | -           | -           | -           | -           | -           | -           | -           | 73          | -           | Two Lanes of Freedom           |
| 2013  | Red                                          | 6           | 5           | 22          | 9           | 103         | 46          | -           | -           | -           | -           | -           | -           | -           | -           | 12          | 14          | Red                            |
| 2013  | Everything Has Changed (avec Ed Sheeran)     | 32          | 28          | 7           | 5           | -           | -           | -           | -           | -           | -           | -           | -           | -           | -           | 28          | 22          | Red                            |
| 2013  | Sweeter Than Fiction                         | 34          | 17          | 45          | 38          | -           | -           | -           | -           | -           | -           | -           | -           | -           | -           | 44          | 26          | Un incroyable talent           |
| 2013  | The Last Time (avec Gary Lightbody)          | 66          | 53          | 25          | 15          | -           | -           | -           | -           | -           | -           | -           | -           | -           | -           | -           | -           | Red                            |
| 2014  | Shake It Off                                 | 1           | 1           | 2           | 3           | 6           | 2           | 10          | 7           | 14          | 17          | 7           | 5           | 6           | 3           | 1           | 1           | 1989                           |
| 2014  | Blank Space                                  | 1           | 1           | 4           | 4           | 27          | 16          | 89          | 12          | 26          | 13          | -           | 9           | 6           | 66          | 1           | 2           | 1989                           |
| 2015  | Style                                        | 6           | 6           | 21          | 23          | 85          | -           | 80          | 19          | -           | -           | -           | 25          | 19          | -           | 8           | 11          | 1989                           |
| 2015  | Bad Blood (avec Kendrick Lamar)              | 1           | 1           | 4           | 8           | 14          | -           | -           | 28          | 26          | 26          | -           | 29          | 22          | 69          | 1           | 1           | 1989                           |
| 2015  | Wildest Dreams                               | 5           | 4           | 25          | 15          | 122         | -           | -           | 53          | -           | 33          | 69          | 51          | 21          | 53          | 3           | 8           | 1989                           |
| 2016  | Out of the Woods                             | 16          | 8           | -           | -           | 70          | 22          | -           | -           | -           | 50          | -           | -           | 64          | 77          | 12          | 6           | 1989                           |
| 2016  | New Romantics                                | 29          | 27          | -           | -           | 190         | -           | -           | -           | -           | 33          | -           | -           | -           | -           | 35          | 26          | 1989                           |
| 2016  | I Don't Wanna Live Forever (avec Zayn Malik) | 2           | 2           | 5           | 4           | 4           | 7           | 5           | 2           | 2           | 7           | 6           | 2           | 2           | 1           | 3           | 4           | Cinquante Nuances plus sombres |
| 2017  | Look What You Made Me Do                     | 1           | 1           | 1           | 1           | 26          | 12          | 10          | 6           | 39          | 8           | 13          | 3           | 2           | 7           | 1           | 1           | Reputation                     |
| 2017  | ...Ready for It?                             | 4           | 7           | 7           | 12          | 164         | 70          | -           | 41          | -           | -           | 76          | 47          | 26          | 32          | 3           | 9           | Reputation                     |
| 2017  | End Game (avec Ed Sheeran et Future)         | 18          | 11          | 49          | 68          | -           | -           | -           | -           | -           | -           | -           | -           | -           | -           | 36          | -           | Reputation                     |
| 2017  | New Year's Day                               | -           | -           | -           | -           | -           | -           | -           | -           | -           | -           | -           | -           | -           | -           | -           | -           | Reputation                     |
| 2018  | Gorgeous                                     | 13          | 9           | 15          | 18          | -           | -           | -           | 46          | -           | -           | 60          | 45          | 32          | 41          | 9           | 19          | Reputation                     |
| 2018  | Delicate                                     | 12          | 20          | 45          | 31          | -           | -           | -           | 88          | -           | -           | -           | -           | 70          | 98          | 28          | 33          | Reputation                     |
| 2018  | Getaway Car                                  | -           | -           | -           | -           | -           | -           | -           | -           | -           | -           | -           | -           | -           | -           | -           | -           | Reputation                     |
| 2018  | Babe (avec Sugarland)                        | 72          | 94          | -           | -           | -           | -           | -           | -           | -           | -           | -           | -           | -           | -           | -           | -           | Bigger                         |
| 2019  | ME!                                          | 2           | 2           | 3           | 5           | 66          | 36          | 19          | 12          | 36          | 20          | 21          | 12          | 7           | 11          | 2           | 3           | Lover                          |
| 2019  | You Need to Calm Down                        | 2           | 4           | 5           | 5           | 154         | 63          | 69          | 22          | -           | -           | 28          | 36          | 21          | 35          | 3           | 5           | Lover                          |
| 2019  | Lover                                        | 10          | 7           | 14          | 9           | -           | 87          | 87          | 52          | 39          | 16          | 79          | 61          | 47          | 37          | 3           | 3           | Lover                          |
| 2019  | Beautiful Ghosts                             | -           | -           | -           | -           | -           | -           | -           | -           | -           | -           | -           | -           | -           | -           | -           | -           | Cats                           |
| 2019  | Christmas Tree Farm                          | 59          | 55          | 44          | 51          | 107         | 83          | -           | 99          | -           | 23          | -           | 60          | 50          | -           | 96          | -           |                                |

#### Années 2020
| Année | Single                                          | Classements | Classements | Classements | Classements | Classements | Classements | Classements | Classements | Classements | Classements | Classements | Classements | Classements | Classements | Classements | Classements | Album                                  |
| Année | Single                                          | É-U         | CAN         | R-U         | IRL         | FRA         | ESP         | ITA         | SUI         | BE/W        | BE/F        | P-B         | ALL         | AUT         | SUE         | AUS         | N-Z         | Album                                  |
| ----- | ----------------------------------------------- | ----------- | ----------- | ----------- | ----------- | ----------- | ----------- | ----------- | ----------- | ----------- | ----------- | ----------- | ----------- | ----------- | ----------- | ----------- | ----------- | -------------------------------------- |
| 2020  | The Man                                         | 23          | 21          | 21          | 16          | -           | -           | -           | 80          | -           | -           | 62          | -           | 66          | 63          | 17          | 15          | Lover                                  |
| 2020  | Cardigan                                        | 1           | 3           | 6           | 4           | 138         | 66          | -           | 51          | -           | -           | 57          | 67          | 46          | 31          | 1           | 2           | Folklore                               |
| 2020  | Exile                                           | 6           | 6           | 8           | 3           | -           | 83          | -           | 48          | -           | 37          | 84          | -           | 56          | 38          | 3           | 5           | Folklore                               |
| 2020  | Betty                                           | 42          | 32          | -           | 88          | -           | -           | -           | -           | -           | -           | -           | -           | -           | -           | 22          | -           | Folklore                               |
| 2020  | The 1                                           | 4           | 7           | 10          | 7           | -           | -           | -           | 92          | -           | -           | 99          | -           | -           | 66          | 4           | 7           | Folklore                               |
| 2020  | Willow                                          | 1           | 1           | 3           | 3           | 111         | 53          | 70          | 21          | -           | 40          | 49          | 46          | 30          | 67          | 1           | 3           | Evermore                               |
| 2021  | No Body, No Crime (avec Haim)                   | 34          | 11          | 19          | 11          | -           | -           | -           | -           | -           | -           | -           | -           | -           | -           | 16          | 29          | Evermore                               |
| 2021  | Coney Island (avec The National)                | 63          | 31          | -           | -           | -           | -           | -           | -           | -           | -           | -           | -           | -           | -           | 42          | -           | Evermore                               |
| 2021  | Gasoline (avec Haim)                            | -           | -           | -           | -           | -           | -           | -           | -           | -           | -           | -           | -           | -           | -           | -           | -           | Women in Music Pt. III                 |
| 2021  | Renegade (avec Big Red Machine)                 | 73          | 58          | 73          | 53          | -           | -           | -           | -           | -           | -           | -           | -           | -           | -           | 70          | -           | How Long Do You Think It's Gonna Last? |
| 2021  | I Bet You Think About Me (avec Chris Stapleton) | 22          | 17          | -           | -           | -           | -           | -           | -           | -           | -           | -           | -           | -           | -           | 43          | -           | Red (Taylor's Version)                 |
| 2021  | Message in a Bottle                             | 45          | 32          | -           | -           | -           | -           | -           | -           | -           | -           | -           | -           | -           | -           | 33          | -           | Red (Taylor's Version)                 |
| 2022  | The Joker and the Queen (avec Ed Sheeran)       | 21          | 12          | 2           | 5           | 170         | -           | -           | 19          | -           | 11          | 78          | 37          | 35          | 27          | 11          | 26          | =                                      |
| 2022  | Anti-Hero                                       | 1           | 1           | 1           | 1           | 32          | 14          | 26          | 6           | 13          | 1           | 9           | 7           | 6           | 5           | 1           | 1           | Midnights                              |
| 2022  | Lavender Haze                                   | 2           | 2           | 3           | 2           | 78          | 36          | 63          | 18          | -           | 49          | 22          | 71          | 15          | 18          | 2           | 2           | Midnights                              |
| 2023  | Karma                                           | 2           | 4           | 12          | 8           | 127         | 66          | -           | -           | -           | -           | 60          | -           | -           | 38          | 2           | 9           | Midnights                              |
| 2023  | The Alcott (avec The National)                  | -           | -           | 90          | 63          | -           | -           | -           | -           | -           | -           | -           | -           | -           | -           | -           | -           | First Two Pages of Frankenstein        |
| 2023  | Cruel Summer                                    | 1           | 1           | 2           | 12          | 83          | -           | 85          | 10          | -           | 46          | 11          | 15          | 16          | 14          | 2           | 3           | Lover                                  |

### Singles promotionnels
| Année | Single                            | Classements | Classements | Classements | Classements | Classements | Classements | Classements | Classements | Classements | Classements | Classements | Classements | Classements | Classements | Classements | Classements | Album                         |
| Année | Single                            | É-U         | CAN         | R-U         | IRL         | FRA         | ESP         | ITA         | SUI         | BE/W        | BE/F        | P-B         | ALL         | AUT         | SUE         | AUS         | N-Z         | Album                         |
| ----- | --------------------------------- | ----------- | ----------- | ----------- | ----------- | ----------- | ----------- | ----------- | ----------- | ----------- | ----------- | ----------- | ----------- | ----------- | ----------- | ----------- | ----------- | ----------------------------- |
| 2008  | I Heart ?                         | -           | -           | -           | -           | -           | -           | -           | -           | -           | -           | -           | -           | -           | -           | -           | -           | Beautiful Eyes                |
| 2008  | Breathe (avec Colbie Caillat)     | 87          | 78          | -           | -           | -           | -           | -           | -           | -           | -           | -           | -           | -           | -           | -           | -           | Fearless                      |
| 2008  | You're Not Sorry                  | 11          | 11          | -           | -           | -           | -           | -           | -           | -           | -           | -           | -           | -           | -           | -           | -           | Fearless                      |
| 2009  | Crazier                           | 17          | 67          | 100         | -           | -           | -           | -           | -           | -           | -           | -           | -           | -           | -           | -           | -           | Hannah Montana, le film       |
| 2009  | American Girl                     | -           | -           | -           | -           | -           | -           | -           | -           | -           | -           | -           | -           | -           | -           | -           | -           |                               |
| 2010  | Speak Now                         | 8           | 8           | 6           | -           | -           | -           | -           | -           | -           | -           | -           | -           | -           | -           | 20          | 26          | Speak Now                     |
| 2011  | Haunted                           | 50          | 55          | -           | -           | -           | -           | -           | -           | -           | -           | -           | -           | -           | -           | 48          | 40          | Speak Now                     |
| 2011  | If This Was a Movie               | 10          | 17          | -           | -           | -           | -           | -           | -           | -           | -           | -           | -           | -           | -           | -           | -           | Speak Now                     |
| 2011  | Superman                          | 74          | 76          | -           | -           | -           | -           | -           | -           | -           | -           | -           | -           | -           | -           | -           | -           | Speak Now                     |
| 2012  | Long Live                         | 53          | 58          | -           | -           | -           | -           | -           | -           | -           | -           | -           | -           | -           | -           | -           | -           | Speak Now World Tour - Live   |
| 2012  | State of Grace                    | 13          | 9           | 18          | 7           | -           | -           | -           | -           | -           | -           | -           | -           | -           | -           | 44          | 20          | Red                           |
| 2013  | The Moment I Knew                 | 64          | 58          | -           | -           | -           | -           | -           | -           | -           | -           | -           | -           | -           | -           | -           | -           | Red                           |
| 2013  | Come Back... Be Here              | 87          | 64          | -           | -           | -           | -           | -           | -           | -           | -           | -           | -           | -           | -           | -           | -           | Red                           |
| 2013  | Girl at Home                      | -           | 75          | -           | -           | -           | -           | -           | -           | -           | -           | -           | -           | -           | -           | -           | -           | Red                           |
| 2014  | Welcome to New York               | 14          | 15          | 39          | 55          | 85          | 21          | -           | -           | -           | -           | -           | -           | -           | 80          | 11          | 6           | 1989                          |
| 2015  | Wonderland                        | 39          | 37          | -           | -           | -           | -           | -           | -           | -           | -           | -           | -           | -           | -           | 22          | 36          | 1989                          |
| 2015  | You Are in Love                   | 43          | 42          | -           | -           | -           | -           | -           | -           | -           | -           | -           | -           | -           | -           | -           | 38          | 1989                          |
| 2017  | Call It What You Want             | 27          | 24          | 29          | 44          | -           | -           | -           | 96          | -           | -           | -           | 99          | 43          | -           | 16          | 34          | Reputation                    |
| 2019  | The Archer                        | 38          | 41          | 43          | 31          | -           | -           | -           | -           | -           | -           | -           | -           | -           | -           | 19          | 28          | Lover                         |
| 2020  | Only The Young                    | 50          | 57          | 57          | 40          | -           | -           | -           | -           | -           | -           | -           | -           | -           | -           | 31          | -           |                               |
| 2021  | You All Over Me                   | 51          | 29          | 52          | 35          | -           | -           | -           | -           | -           | -           | -           | -           | -           | -           | 34          | -           | Fearless (Taylor's Version)   |
| 2021  | Mr. Perfectly Fine                | 30          | 23          | 30          | 15          | -           | -           | -           | -           | -           | -           | -           | -           | -           | -           | 19          | 25          | Fearless (Taylor's Version)   |
| 2021  | The Lakes                         | -           | -           | 88          | 52          | -           | -           | -           | -           | -           | -           | -           | -           | -           | -           | -           | -           | Folklore                      |
| 2021  | All Too Well                      | 1           | 1           | 3           | 1           | -           | 25          | 69          | 19          | -           | 49          | 39          | 36          | 16          | 47          | 1           | 1           | Red (Taylor's Version)        |
| 2022  | This Love                         | 42          | 30          | 42          | 26          | -           | -           | -           | -           | -           | -           | -           | -           | -           | -           | 23          | 35          | 1989 (Taylor's Version)       |
| 2022  | Carolina                          | 60          | 49          | 63          | 42          | -           | -           | -           | -           | -           | -           | -           | -           | -           | -           | 62          | -           | Là où chantent les écrevisses |
| 2022  | Bejeweled                         | 6           | 7           | 63          | -           | 145         | 65          | -           | -           | -           | -           | -           | -           | -           | 44          | 7           | 9           | Midnights                     |
| 2022  | Question...?                      | 7           | 10          | -           | -           | 139         | 62          | -           | -           | -           | -           | -           | -           | -           | 42          | 11          | -           | Midnights                     |
| 2023  | All of the Girls You Loved Before | 12          | 12          | 11          | 9           | -           | -           | -           | -           | -           | -           | 90          | -           | -           | 55          | 15          | 13          | The More Lover Chapter        |

## Autres chansons classées
| Année | Single                                   | Classements | Classements | Classements | Classements | Classements | Classements | Classements | Classements | Classements | Classements | Classements | Classements | Classements | Classements | Classements | Classements | Album                        |
| Année | Single                                   | É-U         | CAN         | R-U         | IRL         | FRA         | ESP         | ITA         | SUI         | BE/W        | BE/F        | P-B         | ALL         | AUT         | SUE         | AUS         | N-Z         | Album                        |
| ----- | ---------------------------------------- | ----------- | ----------- | ----------- | ----------- | ----------- | ----------- | ----------- | ----------- | ----------- | ----------- | ----------- | ----------- | ----------- | ----------- | ----------- | ----------- | ---------------------------- |
| 2008  | Hey Stephen                              | 94          | 68          | -           | -           | -           | -           | -           | -           | -           | -           | -           | -           | -           | -           | 86          | -           | Fearless                     |
| 2008  | The Way I Loved You                      | 72          | 60          | -           | -           | -           | -           | -           | -           | -           | -           | -           | -           | -           | -           | 89          | -           | Fearless                     |
| 2008  | Forever & Always                         | 34          | 37          | -           | -           | -           | -           | -           | -           | -           | -           | -           | -           | -           | -           | 45          | -           | Fearless                     |
| 2009  | Jump Then Fall                           | 10          | 14          | -           | -           | -           | -           | -           | -           | -           | -           | -           | -           | -           | -           | 98          | -           | Fearless                     |
| 2009  | Untouchable                              | 19          | 23          | -           | -           | -           | -           | -           | -           | -           | -           | -           | -           | -           | -           | -           | -           | Fearless                     |
| 2009  | Come in with the Rain                    | 30          | 40          | -           | -           | -           | -           | -           | -           | -           | -           | -           | -           | -           | -           | -           | -           | Fearless                     |
| 2009  | SuperStar                                | 26          | 35          | -           | -           | -           | -           | -           | -           | -           | -           | -           | -           | -           | -           | -           | -           | Fearless                     |
| 2009  | The Other Side of the Door               | 23          | 30          | -           | -           | -           | -           | -           | -           | -           | -           | -           | -           | -           | -           | -           | -           | Fearless                     |
| 2010  | Breathless                               | 72          | 49          | -           | -           | -           | -           | -           | -           | -           | -           | -           | -           | -           | -           | -           | -           | Hope for Haiti Now           |
| 2010  | Dear John                                | 26          | 35          | -           | -           | -           | -           | -           | -           | -           | -           | -           | -           | -           | -           | 26          | 27          | Speak Now                    |
| 2010  | Never Grow Up                            | 58          | 59          | -           | -           | -           | -           | -           | -           | -           | -           | -           | -           | -           | -           | -           | -           | Speak Now                    |
| 2010  | Enchanted                                | 19          | 18          | 15          | 8           | -           | -           | -           | -           | -           | -           | -           | -           | -           | -           | 27          | 15          | Speak Now                    |
| 2010  | Better Than Revenge                      | 56          | 29          | -           | -           | -           | -           | -           | -           | -           | -           | -           | -           | -           | -           | 14          | 22          | Speak Now                    |
| 2010  | Last Kiss                                | 57          | 60          | -           | -           | -           | -           | -           | -           | -           | -           | -           | -           | -           | -           | 60          | -           | Speak Now                    |
| 2010  | Innocent                                 | 27          | 53          | -           | -           | -           | -           | -           | -           | -           | -           | -           | -           | -           | -           | 75          | -           | Speak Now                    |
| 2012  | I Almost Do                              | 59          | 49          | -           | -           | -           | -           | -           | -           | -           | -           | -           | -           | -           | -           | 45          | -           | Red                          |
| 2012  | Stay Stay Stay                           | 67          | 57          | -           | -           | -           | -           | -           | -           | -           | -           | -           | -           | -           | -           | -           | -           | Red                          |
| 2012  | Treacherous                              | 54          | 41          | -           | -           | -           | -           | -           | -           | -           | -           | -           | -           | -           | -           | 38          | -           | Red                          |
| 2012  | Starlight                                | 90          | 73          | -           | -           | -           | -           | -           | -           | -           | -           | -           | -           | -           | -           | -           | -           | Red                          |
| 2012  | Holy Ground                              | 76          | 62          | -           | -           | -           | -           | -           | -           | -           | -           | -           | -           | -           | -           | -           | -           | Red                          |
| 2012  | The Lucky One                            | 84          | 68          | -           | -           | -           | -           | -           | -           | -           | -           | -           | -           | -           | -           | -           | -           | Red                          |
| 2012  | Sad Beautiful Tragic                     | 85          | 71          | -           | -           | -           | -           | -           | -           | -           | -           | -           | -           | -           | -           | -           | -           | Red                          |
| 2014  | All You Had to Do Was Stay               | 20          | 23          | -           | -           | -           | -           | -           | -           | -           | -           | -           | -           | -           | -           | 99          | 22          | 1989                         |
| 2014  | How You Get the Girl                     | 40          | 34          | -           | -           | -           | -           | -           | -           | -           | -           | -           | -           | -           | -           | -           | 31          | 1989                         |
| 2019  | I Forgot That You Existed                | 28          | 29          | -           | -           | -           | -           | -           | -           | -           | -           | -           | -           | -           | 50          | 24          | -           | Lover                        |
| 2019  | I Think He Knows                         | 51          | 48          | -           | -           | -           | -           | -           | -           | -           | -           | -           | -           | -           | -           | 34          | -           | Lover                        |
| 2019  | Miss Americana & the Heartbreak Prince   | 49          | 47          | -           | -           | -           | -           | -           | -           | -           | -           | -           | -           | -           | -           | 32          | -           | Lover                        |
| 2019  | Paper Rings                              | 45          | 40          | -           | -           | -           | -           | -           | -           | -           | -           | -           | -           | -           | -           | 29          | -           | Lover                        |
| 2019  | Cornelia Street                          | 57          | 51          | -           | -           | -           | -           | -           | -           | -           | -           | -           | -           | -           | -           | 40          | -           | Lover                        |
| 2019  | Death by a Thousand Cuts                 | 67          | 64          | -           | -           | -           | -           | -           | -           | -           | -           | -           | -           | -           | -           | 48          | -           | Lover                        |
| 2019  | London Boy                               | 62          | 54          | -           | -           | -           | -           | -           | -           | -           | -           | -           | -           | -           | -           | 42          | -           | Lover                        |
| 2019  | Soon You'll Get Better                   | 63          | 71          | -           | -           | -           | -           | -           | -           | -           | -           | -           | -           | -           | -           | 54          | -           | Lover                        |
| 2019  | False God                                | 77          | 77          | -           | -           | -           | -           | -           | -           | -           | -           | -           | -           | -           | -           | 59          | -           | Lover                        |
| 2019  | Afterglow                                | 75          | 72          | -           | -           | -           | -           | -           | -           | -           | -           | -           | -           | -           | -           | 57          | -           | Lover                        |
| 2019  | It's Nice to Have a Friend               | 92          | 97          | -           | -           | -           | -           | -           | -           | -           | -           | -           | -           | -           | -           | 72          | -           | Lover                        |
| 2019  | Daylight                                 | 89          | 87          | -           | -           | -           | -           | -           | -           | -           | -           | -           | -           | -           | -           | 70          | -           | Lover                        |
| 2020  | The Last Great American Dynasty          | 13          | 13          | -           | -           | -           | -           | -           | -           | -           | -           | -           | -           | -           | 87          | 7           | 13          | Folklore                     |
| 2020  | My Tears Ricochet                        | 16          | 14          | -           | -           | -           | -           | -           | -           | -           | -           | -           | -           | -           | 97          | 8           | -           | Folklore                     |
| 2020  | Mirrorball                               | 26          | 22          | -           | -           | -           | -           | -           | -           | -           | -           | -           | -           | -           | -           | 14          | -           | Folklore                     |
| 2020  | Seven                                    | 35          | 26          | -           | -           | -           | -           | -           | -           | -           | -           | -           | -           | -           | -           | 16          | -           | Folklore                     |
| 2020  | August                                   | 23          | 19          | 78          | 38          | -           | -           | -           | -           | -           | -           | -           | -           | -           | -           | 13          | -           | Folklore                     |
| 2020  | This is My Trying                        | 39          | 30          | -           | -           | -           | -           | -           | -           | -           | -           | -           | -           | -           | -           | 18          | -           | Folklore                     |
| 2020  | Illicit Affairs                          | 44          | 33          | -           | -           | -           | -           | -           | -           | -           | -           | -           | -           | -           | -           | 21          | -           | Folklore                     |
| 2020  | Invisible String                         | 37          | 29          | -           | -           | -           | -           | -           | -           | -           | -           | -           | -           | -           | -           | 19          | -           | Folklore                     |
| 2020  | Mad Woman                                | 47          | 38          | -           | -           | -           | -           | -           | -           | -           | -           | -           | -           | -           | -           | 25          | -           | Folklore                     |
| 2020  | Epyphany                                 | 57          | 44          | -           | -           | -           | -           | -           | -           | -           | -           | -           | -           | -           | -           | 29          | -           | Folklore                     |
| 2020  | Peace                                    | 58          | 46          | -           | -           | -           | -           | -           | -           | -           | -           | -           | -           | -           | -           | 33          | -           | Folklore                     |
| 2020  | Hoax                                     | 71          | 51          | -           | -           | -           | -           | -           | -           | -           | -           | -           | -           | -           | -           | 43          | -           | Folklore                     |
| 2020  | Champagne Problems                       | 21          | 6           | 15          | 6           | -           | -           | -           | 92          | -           | -           | -           | -           | -           | -           | 12          | 24          | Evermore                     |
| 2020  | Gold Rush                                | 40          | 14          | -           | -           | -           | -           | -           | -           | -           | -           | -           | -           | -           | -           | 21          | 34          | Evermore                     |
| 2020  | Tis the Damn Season                      | 39          | 13          | -           | -           | -           | -           | -           | -           | -           | -           | -           | -           | -           | -           | 24          | -           | Evermore                     |
| 2020  | Tolerate it                              | 45          | 18          | -           | -           | -           | -           | -           | -           | -           | -           | -           | -           | -           | -           | 33          | -           | Evermore                     |
| 2020  | Happiness                                | 52          | 24          | -           | -           | -           | -           | -           | -           | -           | -           | -           | -           | -           | -           | 37          | -           | Evermore                     |
| 2020  | Dorothea                                 | 67          | 34          | -           | -           | -           | -           | -           | -           | -           | -           | -           | -           | -           | -           | 47          | -           | Evermore                     |
| 2020  | Ivy                                      | 61          | 28          | -           | -           | -           | -           | -           | -           | -           | -           | -           | -           | -           | -           | 43          | -           | Evermore                     |
| 2020  | Cowboy Like Me                           | 71          | 43          | -           | -           | -           | -           | -           | -           | -           | -           | -           | -           | -           | -           | 55          | -           | Evermore                     |
| 2020  | Long Story Short                         | 68          | 39          | -           | -           | -           | -           | -           | -           | -           | -           | -           | -           | -           | -           | 49          | -           | Evermore                     |
| 2020  | Marjorie                                 | 75          | 48          | -           | -           | -           | -           | -           | -           | -           | -           | -           | -           | -           | -           | 57          | -           | Evermore                     |
| 2020  | Closure                                  | 82          | 57          | -           | -           | -           | -           | -           | -           | -           | -           | -           | -           | -           | -           | -           | -           | Evermore                     |
| 2020  | Evermore                                 | 57          | 26          | -           | -           | -           | -           | -           | -           | -           | -           | -           | -           | -           | -           | 45          | -           | Evermore                     |
| 2021  | It's Time to Go                          | -           | 86          | -           | -           | -           | -           | -           | -           | -           | -           | -           | -           | -           | -           | -           | -           | Evermore                     |
| 2021  | Tell Me Why                              | -           | 92          | -           | -           | -           | -           | -           | -           | -           | -           | -           | -           | -           | -           | -           | -           | Fearless (Taylor's Version)  |
| 2021  | We Were Happy                            | -           | 95          | -           | -           | -           | -           | -           | -           | -           | -           | -           | -           | -           | -           | -           | -           | Fearless (Taylor's Version)  |
| 2021  | That's When                              | -           | 63          | -           | -           | -           | -           | -           | -           | -           | -           | -           | -           | -           | -           | 81          | -           | Fearless (Taylor's Version)  |
| 2021  | Don't You                                | -           | 96          | -           | -           | -           | -           | -           | -           | -           | -           | -           | -           | -           | -           | -           | -           | Fearless (Taylor's Version)  |
| 2021  | Better Man                               | 51          | 36          | -           | -           | -           | -           | -           | -           | -           | -           | -           | -           | -           | -           | -           | -           | Red (Taylor's Version)       |
| 2021  | Nothing New                              | 43          | 22          | -           | -           | -           | -           | -           | -           | -           | -           | -           | -           | -           | -           | 31          | -           | Red (Taylor's Version)       |
| 2021  | Babe                                     | 69          | 56          | -           | -           | -           | -           | -           | -           | -           | -           | -           | -           | -           | -           | -           | -           | Red (Taylor's Version)       |
| 2021  | Forever Winter                           | 79          | 64          | -           | -           | -           | -           | -           | -           | -           | -           | -           | -           | -           | -           | 64          | -           | Red (Taylor's Version)       |
| 2021  | Run                                      | 47          | 28          | -           | -           | -           | -           | -           | -           | -           | -           | -           | -           | -           | -           | 19          | -           | Red (Taylor's Version)       |
| 2021  | The Very First Night                     | 61          | 55          | -           | -           | -           | -           | -           | -           | -           | -           | -           | -           | -           | -           | -           | -           | Red (Taylor's Version)       |
| 2022  | Maroon                                   | 3           | 4           | -           | -           | 100         | 49          | 77          | -           | -           | -           | -           | 96          | -           | 26          | 4           | 5           | Midnights                    |
| 2022  | Snow on the Beach (avec Lana Del Rey)    | 4           | 3           | 4           | 3           | 69          | 35          | 59          | 16          | -           | 50          | 25          | 74          | 12          | 16          | 3           | 4           | Midnights                    |
| 2022  | You're on Your Own, Kid                  | 8           | 6           | 65          | 6           | 107         | 39          | 82          | -           | -           | -           | -           | -           | -           | 27          | 6           | 20          | Midnights                    |
| 2022  | Midnight Rain                            | 5           | 5           | -           | 44          | 111         | 50          | 84          | -           | -           | -           | -           | 92          | 52          | 28          | 5           | 5           | Midnights                    |
| 2022  | Vigilante Shit                           | 10          | 9           | -           | -           | 133         | 63          | -           | -           | -           | -           | -           | -           | -           | 41          | 10          | -           | Midnights                    |
| 2022  | Labyrinth                                | 14          | 14          | -           | -           | -           | 81          | -           | -           | -           | -           | -           | -           | -           | 52          | 13          | -           | Midnights                    |
| 2022  | Sweet Nothing                            | 15          | 15          | -           | -           | -           | 89          | -           | -           | -           | -           | -           | -           | -           | 59          | 14          | -           | Midnights                    |
| 2022  | Mastermind                               | 13          | 12          | -           | -           | -           | 80          | -           | -           | -           | -           | -           | -           | -           | 56          | 12          | -           | Midnights                    |
| 2022  | The Great War                            | 26          | 22          | -           | -           | -           | -           | -           | -           | -           | -           | -           | -           | -           | -           | -           | -           | Midnights                    |
| 2022  | Bigger Than the Whole Sky                | 21          | 20          | -           | -           | -           | -           | -           | -           | -           | -           | -           | -           | -           | -           | -           | -           | Midnights                    |
| 2022  | Paris                                    | 32          | 25          | -           | -           | -           | -           | -           | -           | -           | -           | -           | -           | -           | -           | -           | -           | Midnights                    |
| 2022  | High Infidelity                          | 33          | 28          | -           | -           | -           | -           | -           | -           | -           | -           | -           | -           | -           | -           | -           | -           | Midnights                    |
| 2022  | Glitch                                   | 41          | 32          | -           | -           | -           | -           | -           | -           | -           | -           | -           | -           | -           | -           | -           | -           | Midnights                    |
| 2022  | Would've, Could've, Should've            | 20          | 18          | -           | -           | -           | -           | -           | -           | -           | -           | -           | -           | -           | -           | -           | -           | Midnights                    |
| 2022  | Dear Reader                              | 45          | 35          | -           | -           | -           | -           | -           | -           | -           | -           | -           | -           | -           | -           | -           | -           | Midnights                    |
| 2023  | Hits Different                           | 27          | 19          | 18          | 13          | -           | -           | -           | -           | -           | -           | -           | -           | -           | -           | 16          | 14          | Midnights                    |
| 2023  | Electric Touch (avec Fall Out Boy)       | 35          | 46          | -           | -           | -           | -           | -           | -           | -           | -           | -           | -           | -           | -           | 38          | 35          | Speak Now (Taylor's Version) |
| 2023  | When Emma Falls in Love                  | 34          | 40          | -           | -           | -           | -           | -           | -           | -           | -           | -           | -           | -           | -           | 43          | 37          | Speak Now (Taylor's Version) |
| 2023  | I Can See You                            | 5           | 8           | 6           | 4           | -           | -           | -           | -           | -           | -           | 87          | 90          | 58          | -           | 5           | 4           | Speak Now (Taylor's Version) |
| 2023  | Castles Crumbling (avec Hayley Williams) | 31          | 42          | -           | -           | -           | -           | -           | -           | -           | -           | -           | -           | -           | -           | 33          | 30          | Speak Now (Taylor's Version) |
| 2023  | Foolish One                              | 40          | 50          | -           | -           | -           | -           | -           | -           | -           | -           | -           | -           | -           | -           | 50          | 39          | Speak Now (Taylor's Version) |
| 2023  | Timeless                                 | 48          | 53          | -           | -           | -           | -           | -           | -           | -           | -           | -           | -           | -           | -           | 56          | -           | Speak Now (Taylor's Version) |
| 2023  | I Wish You Would                         | 31          | 32          | -           | -           | -           | -           | -           | -           | -           | -           | -           | -           | -           | -           | -           | 30          | 1989 (Taylor's Version)      |
| 2023  | I Know Places                            | 36          | 35          | -           | -           | -           | -           | -           | -           | -           | -           | -           | -           | -           | -           | -           | 32          | 1989 (Taylor's Version)      |
| 2023  | Clean                                    | 30          | 28          | -           | -           | -           | -           | -           | -           | -           | -           | -           | -           | -           | -           | -           | 28          | 1989 (Taylor's Version)      |
| 2023  | Say Don't Go                             | 5           | 5           | -           | -           | 134         | 89          | -           | -           | -           | -           | -           | -           | -           | 47          | 3           | 3           | 1989 (Taylor's Version)      |
| 2023  | Now That We Don't Talk                   | 2           | 2           | 2           | 4           | 148         | 75          | -           | -           | -           | -           | 35          | -           | -           | 51          | 2           | 2           | 1989 (Taylor's Version)      |
| 2023  | Suburban Legends                         | 10          | 10          | -           | -           | -           | -           | -           | -           | -           | -           | -           | -           | -           | 87          | 8           | 9           | 1989 (Taylor's Version)      |